# (5497) Sararussell
(5497) Sararussell (1975 SS) – planetoida z pasa głównego asteroid okrążająca Słońce w ciągu 5,22 lat w średniej odległości 3,01 j.a. Odkryta 30 września 1975 roku.